# Huh Young-sup
Huh Young-sup (* 9. Oktober 1941 in Kepung in der Provinz Kōkaidō in Chōsen, damaliges Japanisches Kaiserreich, heutiges Nordkorea; † 15. November 2009) war ein südkoreanischer Eisenhüttenkundler und Unternehmer in der Pharmaindustrie.

## Leben und Wirken
Der Sohn eines Kalkfabrikanten konnte zu Beginn des Korea-Krieges zusammen mit seinem Vater zunächst nach Busan flüchten, wogegen die Mutter in Nordkorea bleiben musste. Nachdem der Vater in einer anderen Stadt wieder ein Kalkwerk aufbauen konnte, wurde für Huh die finanzielle Möglichkeit geschaffen, nach Abschluss seiner Schulzeit ab 1960 zunächst an der Seoul National University ein erstes Ingenieursstudium zu absolvieren. Auf Empfehlung des Vaters folgte ab 1964 ein weiteres Studium im Fach Eisenhüttenkunde an der RWTH Aachen, wo er 1968 die Prüfung zum Diplomingenieur ablegte und 1970 promovierte.
Anschließend musste Huh in Südkorea seinen Wehrdienst antreten. Zwischenzeitlich investierte sein Vater die Firmengewinne aus dem Kalkwerk in ein Unternehmen, welches Impfstoffe für Tiere sowie Futterzusätze produzierte. Da dieser Betrieb nicht sonderlich ertragreich wirtschaftete, übernahm ihn sein Vater nach der Wehrdienstzeit in das Management der Firma, um den Betrieb zu sanieren. Huh nahm die Herausforderung an, firmierte das Unternehmen in „Green Cross Corporate Korea“ um und stellte ein komplett neues Portfolio auf. Huh ließ nun Medikamente auf Basis von Plasma, Plasmaderivaten und Urokinase herstellen und spezialisierte sich auf die Bekämpfung von Hepatitis-B-Erkrankungen. Bereits nach wenigen Jahren wurde Green Cross Corp. eines der erfolgreichsten Unternehmen Südkoreas. In der Folgezeit gründete Huh 1984 das der Green Cross Corp. angeschlossene „Mogam Biotechnology Research Institute“ sowie lizenzierte Tochterfirmen, zunächst im chinesischen Nanjing und 1999 im nordkoreanischen Pjöngjang.
In all diesen Jahren hielt Huh als langjähriger Vorsitzender der südkoreanischen Alumni-Vereinigung intensive Kontakte zu seiner ehemaligen deutschen Alma Mater in Aachen. So ermöglichte er im Bereich der RWTH Aachen den Bau des „MOGAM“, eines Lern- und Arbeitszentrums für Studierende, wobei MOGAM so viel wie „die Erde zum Blühen bringen“ bedeutet. Für diese Verdienste ernannte die RWTH Aachen im Jahre 2002 Huh Young-sup zu ihrem Ehrensenator, wobei es sich um die erste Auszeichnung dieser Art für einen ausländischen Wissenschaftler seit der Gründung der TH Aachen im Jahre 1870 handelte.
Darüber hinaus übernahm Huh neben seinen zahlreichen Verpflichtungen in Vorständen und Aufsichtsräten mehrerer südkoreanischer Pharma- und Industrieverbände im Jahr 2000 die Präsidentschaft der „Deutsch-Koreanischen Gesellschaft e. V.“ in Berlin, einer Dachorganisation von 24 deutsch-südkoreanischen Vereinigungen. Weiterhin war Huh noch Vorstandsmitglied der „Deutsch-Koreanischen Industrie- und Handelskammer“ in Seoul sowie Initiator eines deutsch-südkoreanischen Forums, das sich inzwischen zu einer der wichtigsten Veranstaltungen des politischen, wirtschaftlichen und kulturellen Dialogs zwischen Deutschland und Südkorea entwickelt hat und abwechselnd in beiden Ländern stattfindet.

## Ehrungen (Auswahl)
- National Order of Merit, Moran Medal (Second Level of National Medal)
- Changjo Medal of the Order of Science and Technology Merit
- Inchon Award[1]
- Bundesverdienstkreuz Erster Klasse
- Ehrendoktorwürde der Hanyang-Universität Seoul, 2001
- Ehrensenator der RWTH Aachen, 2002